# Hikmet Uluğbay
Hikmet Uluğbay (Isparta, 29 marzo 1939) è un politico turco.

## Biografia
Nato nel 1939 a Isparta, nella regione mediterranea turca, nel 1961 Uluğbay si è laureato in scienze politiche preso l'Università di Ankara, completando gli studi alla University of Southern California.
In seguito ha prestato servizio come consigliere economico-finanziario presso una serie di organi pubblici, tra cui l'ambasciata turca a Tokyo, la Rappresentanza Permanente di Ankara presso la NATO, la delegazione turca all'OCSE, e l'ambasciata turca a Washington DC.
Eletto deputato del Partito della Sinistra Democratica alle elezioni del 1995 e a quelle del 1999, tra il 1997 e il 1999 ha inoltre ricoperto diversi incarichi governativi nel gabinetto di Bulent Ecevit: ministro dell'Istruzione (1997-1999), vicepremier (1999) e ministro dell'Economia (1999).

### Vita privata
È sposato e ha 2 figli.
Il 6 luglio 1999 è sopravvissuto a un tentativo di suicidio con un'arma da fuoco, che gli ha provocato una grave ferita alla lingua.